# ريتشارد إل. يونغ
ريتشارد إل. يونغ (بالإنجليزية: Richard L. Young)‏ هو قاضي ومحامي أمريكي، ولد في 1953 في دافنبورت في الولايات المتحدة.